# ديف خواكيم
ديف خواكيم (بالإنجليزية: Dave Leonhard)‏ هو لاعب كرة قاعدة أمريكي، ولد في 22 يناير 1941 في مقاطعة أرلنغتون في الولايات المتحدة.

## وصلات خارجية
- ديف خواكيم على موقعبيزبول رفرنس.كوم (الدوري الرئيسي) (الإنجليزية)
- ديف خواكيم على موقعبيزبول رفرنس.كوم (الدوري الثانوي) (الإنجليزية)
- ديف خواكيم على موقع جمعية أبحاث البيسبول الأمريكية (الإنجليزية)